# Brabants Vennenpad
Het Brabants Vennenpad (SP 5) is een streekpad met een lengte van 233 kilometer in een wijde cirkel rond Eindhoven. Het pad is in twee richtingen gemarkeerd met de bij streekpaden gebruikelijke geel-rode tekens en in een gids beschreven. In 2019 is de gehele route herzien. Daarbij is het start-eindpunt aangepast en de hoofdrichting omgedraaid: met de klok mee.
De route begint bij het Natuurvriendenhuis bij Oisterwijk, loopt door het natuurreservaat Kampina en volgt vanaf Boxtel het stroomgebied van de Dommel langs Sint-Oedenrode, Son en Breugel, Eindhoven en Geldrop naar Heeze. Daarna loopt het verder in het grensgebied met België door grote natuurgebieden zoals de Kempen, via Soerendonk, Valkenswaard, Luijksgestel, Bladel, Lage Mierde en Hilvarenbeek, en vandaar weer naar Oisterwijk.
Er zijn aanlooproutes gemarkeerd naar alle treinstations, waaronder twee alternatieven naar het NS-station Eindhoven. Tussen Soerendonk en Valkenswaard kom je langs het Trappistenklooster de Achelse Kluis.
De route kruist op een aantal punten het Pelgrimspad (LAW 7-2) en het Grenslandpad (LAW 11), alsmede enkele Belgische GR-paden.
In de gids wordt aandacht besteed aan bijzonderheden op het gebied van natuur en cultuurhistorie. Aansluitingen op het openbaar vervoer bestaan uit NS-stations te Heeze, Geldrop, Eindhoven, Boxtel en Oisterwijk, en busverbindingen in de overige genoemde plaatsen.

## Afbeeldingen

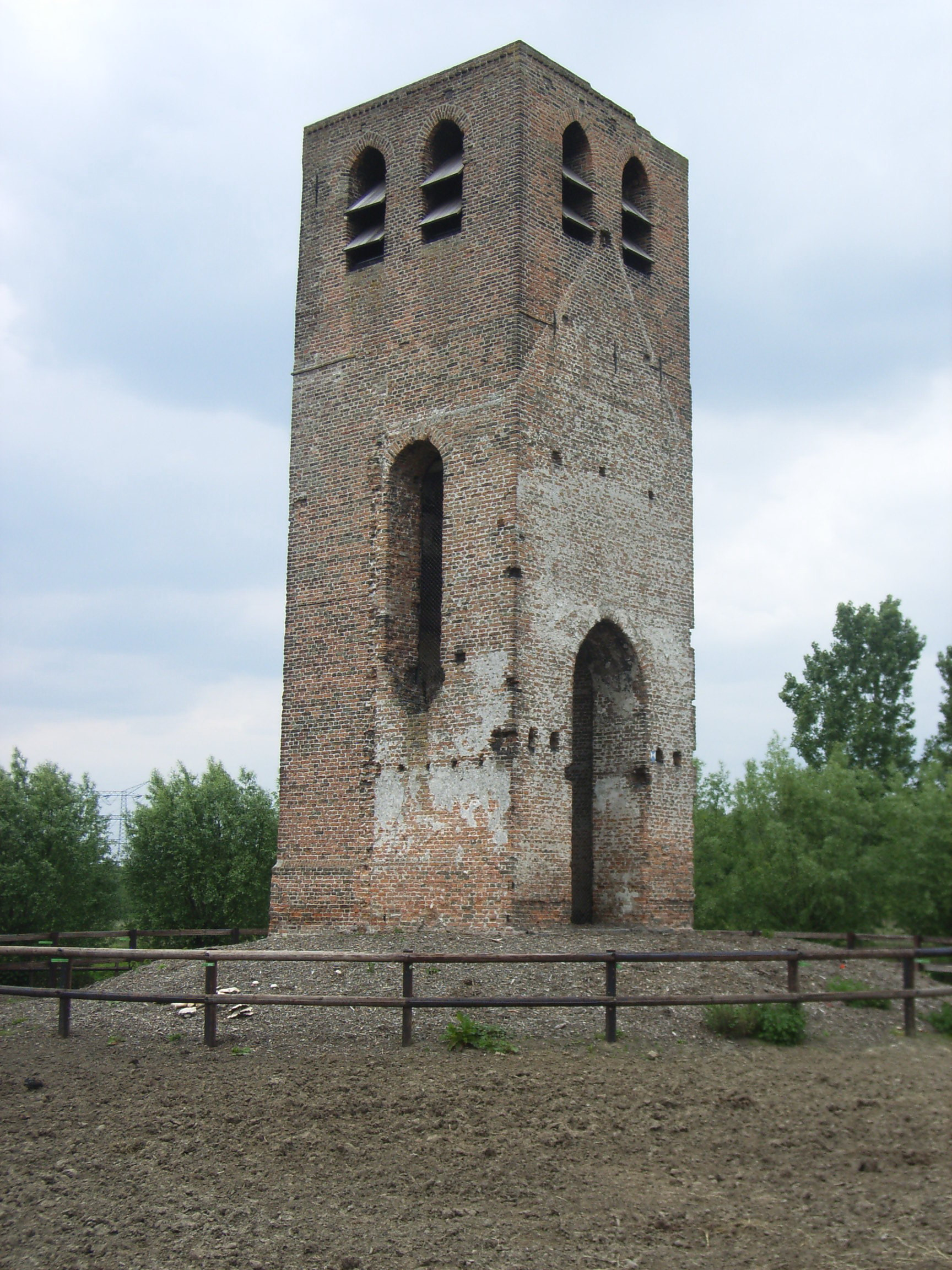
Oude Toren, Nederwetten
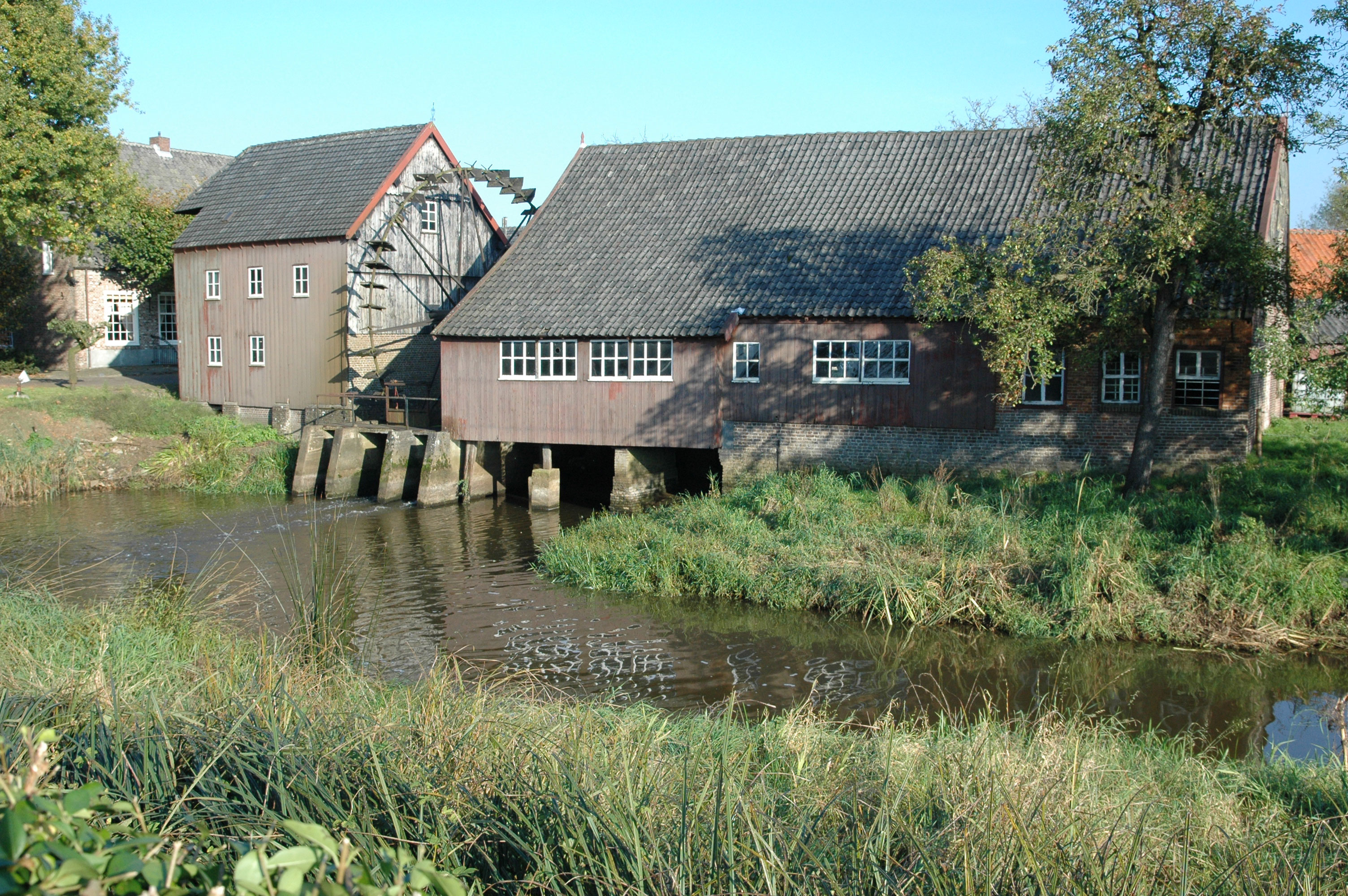
Opwettense watermolen
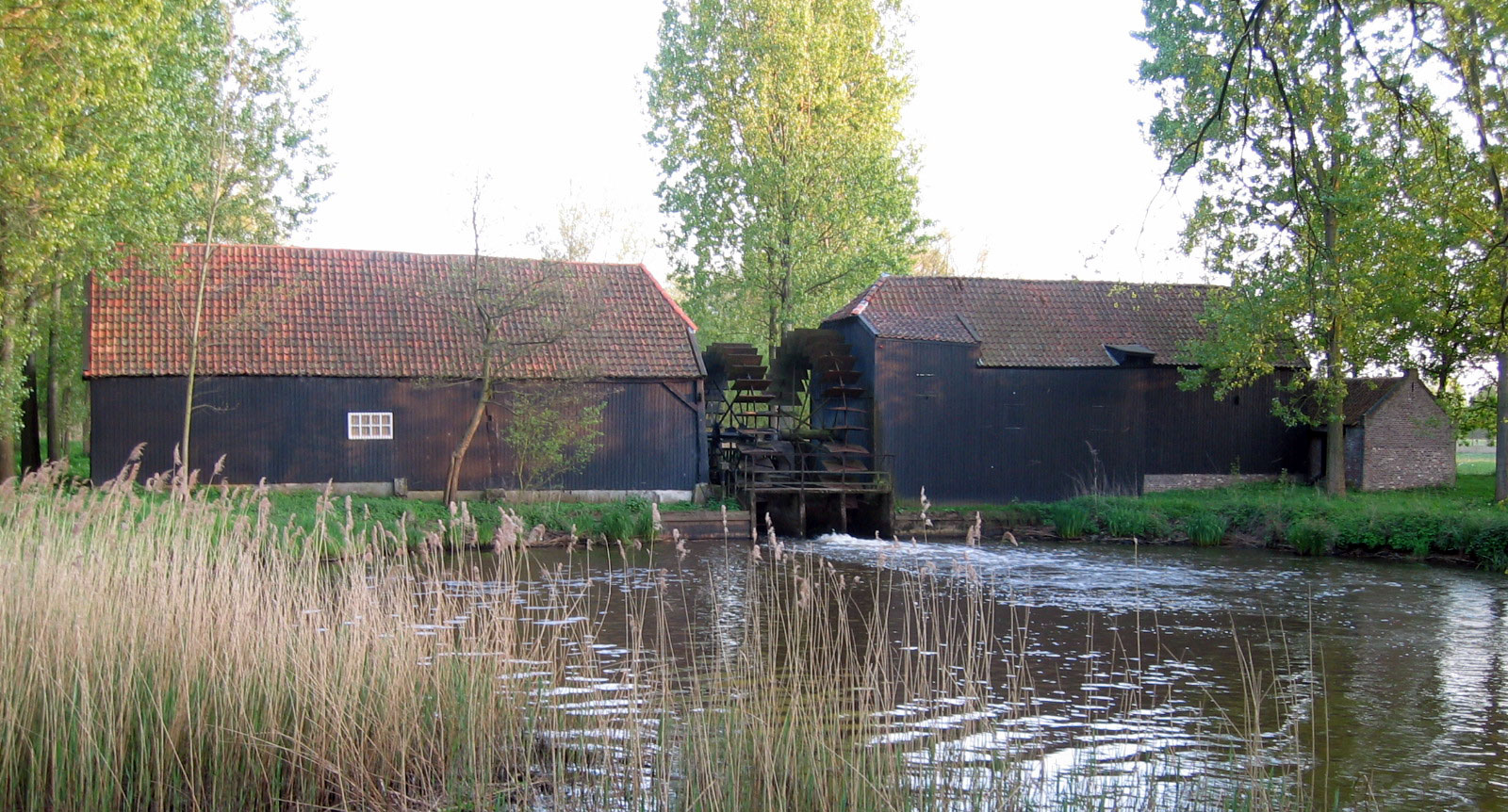
Collse Watermolen
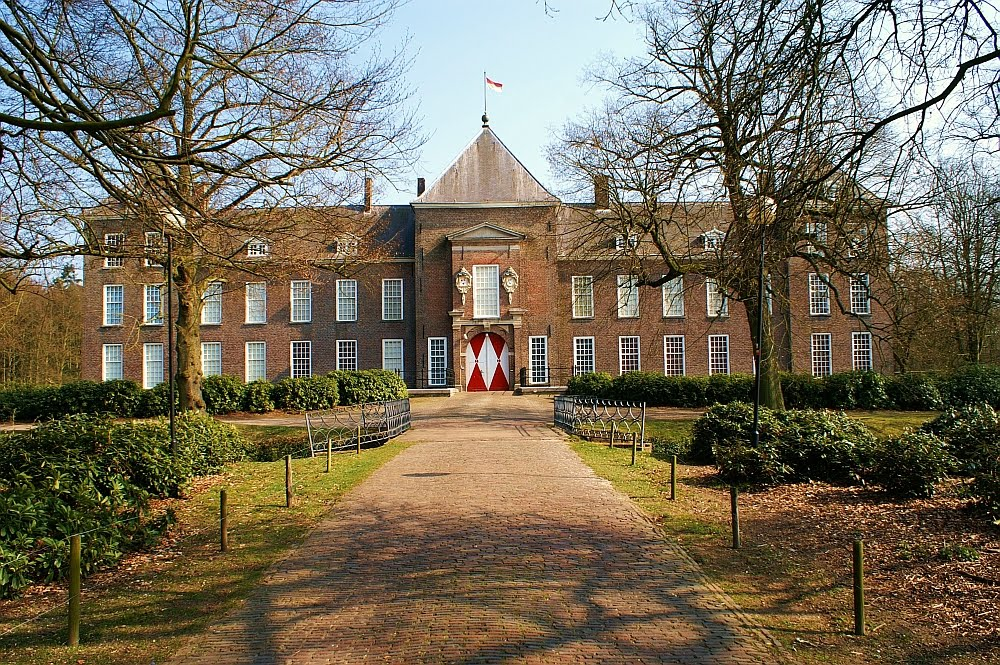
Kasteel Heeze
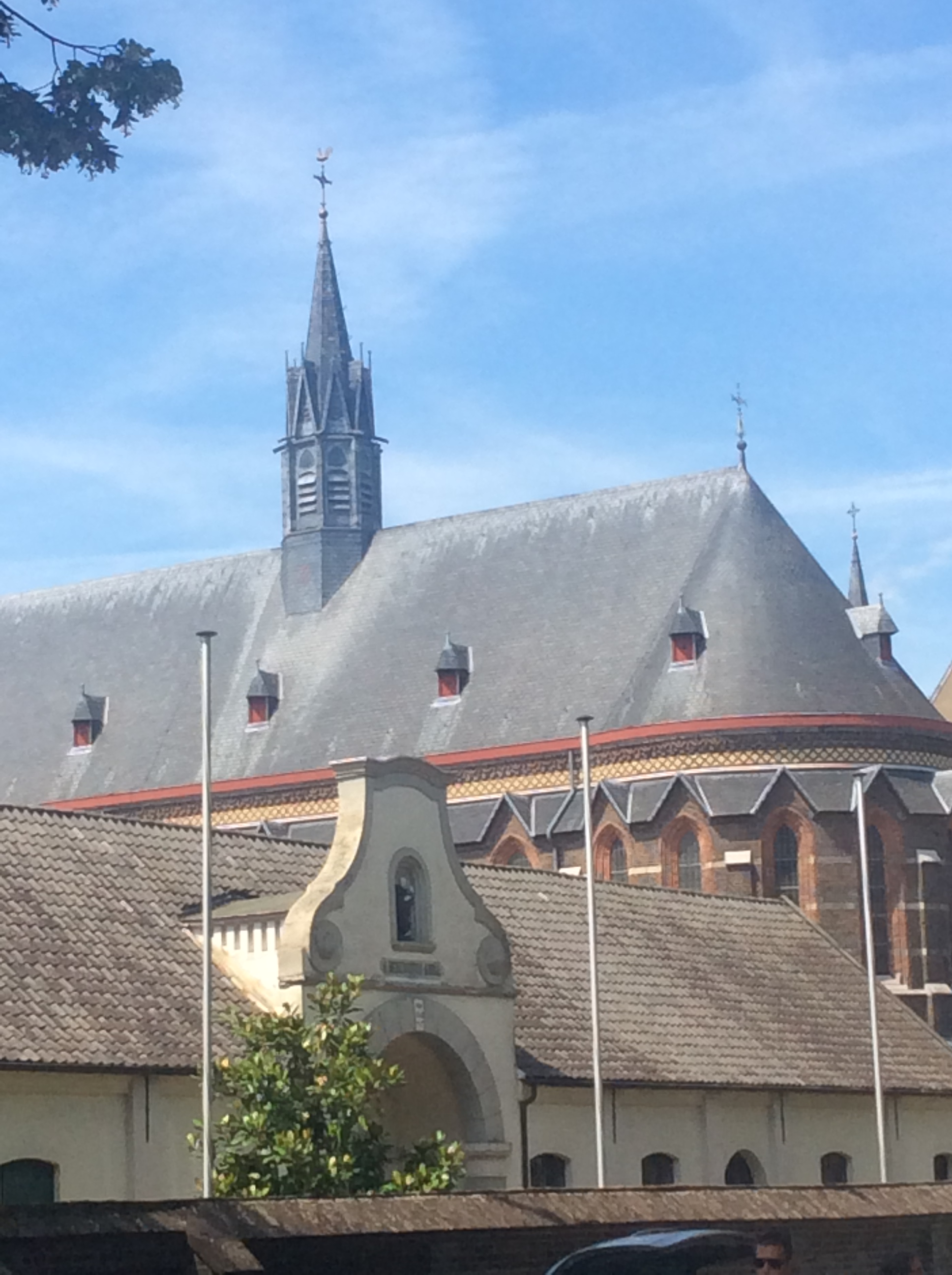
Abdij van Achel
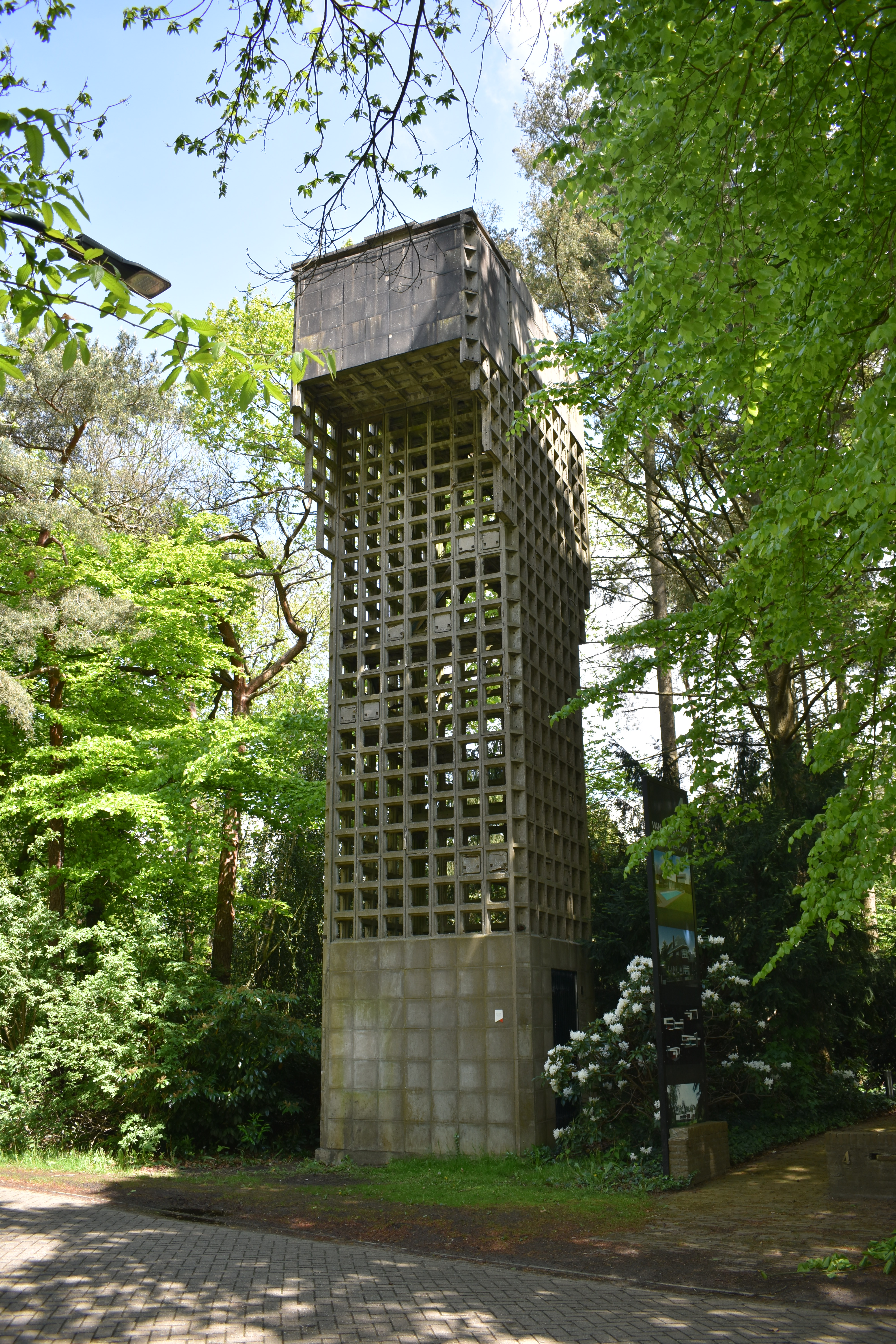
Luchtwachttoren, Bladel